# Великобритания на зимних Олимпийских играх 1998
Великобритания принимала участие в Зимних Олимпийских играх 1998 года в Нагано (Япония) в восемнадцатый раз, и завоевала одну бронзовую медаль.

## Медали
Бронза
- Бобслей, мужчины — Шон Олссон, Дин Уорд, Кортни Рамболт и Пол Эттвуд.

## Состав сборной
Сборную страны представляли 34 спортсменов: 27 мужчин и 7 женщин, они соревновались в 7 видах спорта.
Самой молодой участницей сборной была 18-летняя горнолыжница Софи Ормонд, самым старшим — 39-летний бобслеист Ленни Пол. Знаменосцем был Майк Диксон.

## Результаты

### Биатлон
Соревнования проходили с 9 по 21 февраля рядом с посёлком Нодзаваонсен.
Мужчины — 10 км спринт
18 февраля
| Спортсмен   | Промахи 1 | Время   | Место |
| ----------- | --------- | ------- | ----- |
| Марк Ги     | 5 (4 + 1) | 33:00,3 | 68    |
| Майк Диксон | 0         | 30:34,4 | 47    |

Мужчины — индивидуальная гонка 20 км
11 февраля
| Спортсмен   | Время     | Промахи           | Поправленное время | Место |
| ----------- | --------- | ----------------- | ------------------ | ----- |
| Марк Ги     | 1’00:46,8 | 7 (2 + 2 + 0 + 3) | 1’07:46,8          | 68    |
| Майк Диксон | 1’00:08,0 | 1 (0 + 1 + 0 + 0) | 1’01:08,0          | 33    |

### Кёрлинг

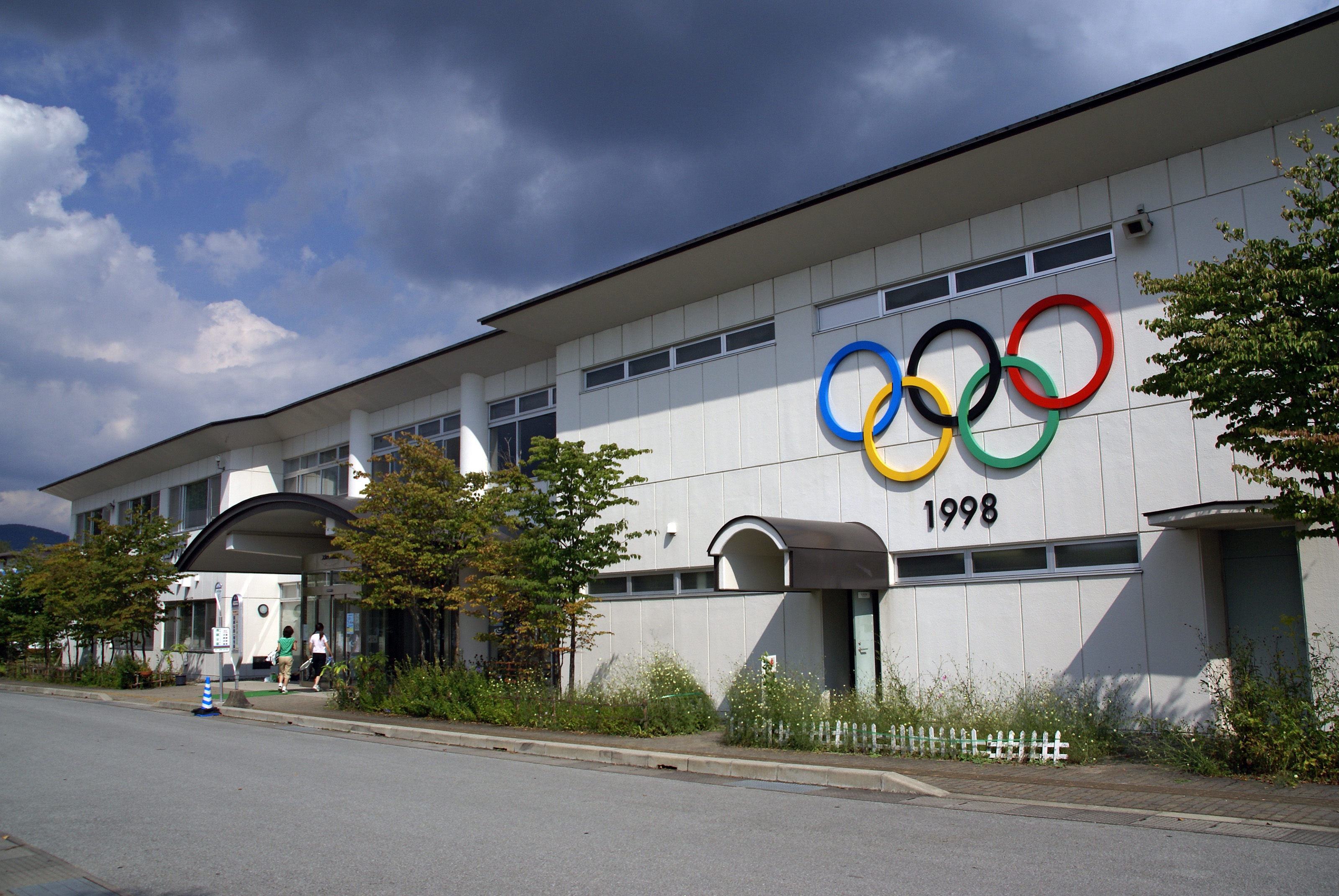
Кадзакоси арена, где проходили соревнования по кёрлингу (Каруидзава)

Соревнования по кёрлингу прошли с 9 по 15 февраля. 8 мужских и 8 женских команд разыграли два комплекта наград. Турнир прошёл в посёлке Каруидзава.
Мужчины
7 место.
Дуглас Драйбур (скип), Питер Уилсон, Фил Уилсон, Ронни Нейпир, Джеймс Драйбур
Женщины
4 место.
Кирсти Хэй (скип), Эдит Лаудон,| Джеки Локхарт, Кэти Лаудон, Фелси Бейн, Джейн Сандерсон. Клуб: Airleywight Ladies CC, Перт

### Фигурное катание
Мужчины — одиночное катание

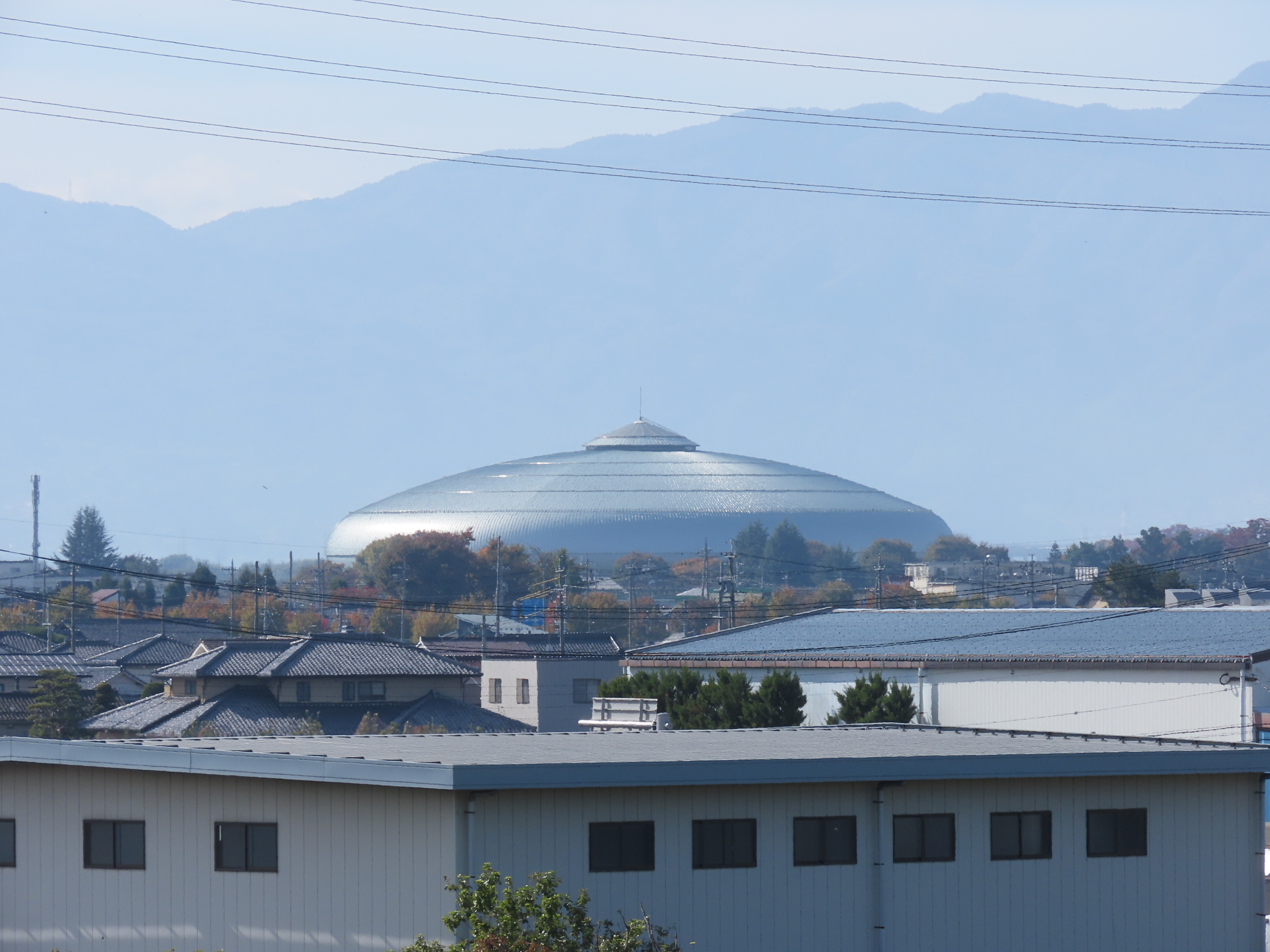
Вид на купол спортивной арены «Белое кольцо»

Соревнования по одиночному фигурному катанию среди мужчин прошли 12 и 14 февраля на искусственном льду катка «Белое кольцо» в Нагано. Выступления спортсменов оценивали по старой системе судейства, где важнее была «сумма мест»: сколько судей поставят спортсмена на более высокое место.
| Спортсмен     | Короткая программа | Произвольная программа | Сумма мест (TFP) | Итог |
| ------------- | ------------------ | ---------------------- | ---------------- | ---- |
| Стивен Казинс | 6                  | 7                      | 10,0             | 6    |